# 2I/Borisov
2I/Borisov (trước đây có tên gọi là C/2019 Q4 (Borisov)) là sao chổi liên sao lần đầu tiên được quan sát và là vật thể liên sao lần thứ hai được quan sát, sau ʻOumuamua. 2I / Borisov có độ lệch quỹ đạo nhật tâm 3,4 và không bị ràng buộc với Mặt Trời.  Sao chổi sẽ đi qua Hoàng đạo của Hệ Mặt trời vào tháng 12 năm 2019, với cách tiếp cận gần nhất với Mặt trời tại 2 au ngày 8 tháng 12 năm 2019.